# Laban (band)
Laban is een voormalig Deens popduo dat gevormd werd door Lecia Jönsson en Ivan Pedersen. Ze brachten aanvankelijk Deenstalige muziek voort, maar later zongen ze ook in het Engels. Het duo brak in 1982 door met Hvor skal vi sove i nat, een Deense cover van het Italiaanse lied Sarà perché ti amo van Ricchi e Poveri. In 1986 bereikte hun single Love in Siberia de Amerikaanse Billboard Hot 100. In 1988 gingen ze uit elkaar.

## Singles
- Hvor Skal Vi Sove I Nat?
- Meget Bedre Nu/Det jeg føler for dig
- Came-camera
- Kun et sekund
- Kold som is
- Donna, Donna
- Ch-Ch-Cherrie
- Love In Siberia
- Caught By Surprise
- Russian Roulette
- Fange i natten
- Prisoner of the night
- Down on your knees
- Don't stop
- I Close My Eyes and Count to Ten